# La ragazza di latta
Pour les articles homonymes, voir La ragazza.
Pour plus de détails, voir Fiche technique et Distribution.
La ragazza di latta est un film italien de Marcello Aliprandi sorti en 1970. Il s'agit du premier film du réalisateur.

## Synopsis
À Ravenne, Monsieur Rossi est un personnage anticonformiste qui travaille dans une grande entreprise. Un après-midi, depuis son bureau, il aperçoit une jeune fille « spéciale » et décide de la suivre. Cette ragazza di latta (« fille de fer-blanc ») est en réalité un robot. Il tente en vain de la détruire mais finalement l'épouse et s'intègre au système.

## Fiche technique
- Titre original : La ragazza di latta
- Réalisation : Marcello Aliprandi
- Scénario : Marcello Aliprandi, Fernando Imbert
- Production : Ministero del Turismo e dello Spettacolo, Societa Cinematografica e Teatrale Romagnola
- Musique : Nicola Piovani
- Photographie : Gastone Di Giovanni
- Montage : Roberto Perpignani
- Pays d'origine :  Italie
- Langue : italien
- Format : Couleurs
- Genre : comédie, fantaisie, sentimental
- Durée : 95 minutes
- Dates de sortie : 
  - États-Unis : 13 novembre 1970 (Festival international du film de Chicago)
  - Italie : 2 avril 1971

## Distribution
- Roberto Antonelli : monsieur Rossi
- Sydne Rome : la ragazza di latta
- Elena Persiani : madame Rossi

## Récompenses et nominations
- Premio Italia (it) 1972 (1re édition).
- En compétition au Festival international du film fantastique d'Avoriaz 1973.

## Commentaires
Le film se déroule à Ravenne où, dans une scène du film, Sydne Rome embrasse le gisant du condottiere Guidarello Guidarelli.